# Коломбје (Златна обала)
Коломбје (фр. Colombier) насеље је и општина у источном делу централне Француске у региону Бургоња, у департману Златна обала која припада префектури Бон.
По подацима из 2011. године у општини је живело 48 становника, а густина насељености је износила 12,31 становника/km². Општина се простире на површини од 3,9 km². Налази се на средњој надморској висини од 520 метара (максималној 544 m, а минималној 325 m).

## Демографија
| 1962. | 1968. | 1975. | 1982. | 1990. | 1999. | 2011. |
| ----- | ----- | ----- | ----- | ----- | ----- | ----- |
| 58    | 64    | 44    | 45    | 45    | 51    | 48    |

График промене броја становника у току последњих година